# 152-мм пушка Д-4
152-мм пушка Д-4 — советская опытная буксируемая пушка. Была создана в особом конструкторском бюро свердловского Завода № 9.

## История создания
К 1941 году на вооружении Советской армии состоял только один тип орудия, способного стрелять на дальность до 25 километров — 152-мм пушка Бр-2. Высокая стоимость, низкая мобильность и большие габаритные размеры делали эту пушку неэффективной. Для увеличения подвижности и снижения стоимости изготовления при сохранении тактико-технических характеристик орудийной части, в ОКБ-9 была разработана пушка Д-4. В 1944 году был изготовлен опытный образец. В период с конца 1944 по начало 1945 года образец проходил полигонные испытания. Из орудия было совершено 697 выстрелов, а также проведены ходовые испытания возкой на 750 км. Результаты испытаний показали, что система имела ряд недоработок: частые недокаты орудия после выстрела, недостаточная устойчивость при стрельбе, недостаточная обтюрация пороховых газов подушкой затвора. Систему рекомендовано было доработать и представить на повторные испытания, однако дальнейшие работы по 152-мм пушке Д-4 не проводились.

## Описание конструкции
Пушка Д-4 имела баллистику 152-мм пушки Бр-2. Ствольная группа размещалась устанавливалась в новую коробчатую люльку. Противооткатные устройства были выполнены по типу гаубицы Д-1. Верхний станок размещался на модифицированном лафете 152-мм гаубицы-пушки МЛ-20. Лафет был усилен для восприятия нагрузок от нового более тяжёлого ствола. Ось и механизм подрессоривания также были усилены. В результате, система обладала массой на марше в два раза меньше, чем у пушки Бр-2, при этом не требовалось наличие второго тягаче, а также обеспечивалась скорость буксировки до 25 км/ч. Благодаря полученными характеристикам, пушка Д-4 была способна выполнять функции как корпусного орудия, так и артиллерии РВКГ.

## Применяемые боеприпасы
Баллистика и номенклатура боеприпасов пушки Д-4 была идентична 152-мм пушке Бр-2.
| Номенклатура боеприпасов |                |                   |              |                   |                  |                                 |                                     |
| Индекс выстрела          | Индекс снаряда | Масса снаряда, кг | Масса ВВ, кг | Длина снаряда, мм | Марка взрывателя | Начальная скорость снаряда, м/с | Максимальная дальность стрельбы, км |
| Фугасные                 |                |                   |              |                   |                  |                                 |                                     |
| 53-ВОФ-551               | 53-ОФ-551      | 48,77             | 6,532        | 701               | РГМ              | 880                             | 25,4                                |
| 53-ВОФ-551               | 53-ОФ-551      | 48,8              | 6,532        | 701               | РГМ-6, Д-1-У     | 880                             | 25,4                                |
| Бетонобойные             |                |                   |              |                   |                  |                                 |                                     |
|                          | 53-Г-551       | 49                |              |                   |                  |                                 |                                     |